# Gnophos lusitana
Gnophos lusitana là một loài bướm đêm trong họ Geometridae.